# Aleksander Karol Wasa
Prins Aleksander Karol Wasa (Warschau, 4 november 1614 – Wielkie, 19 november 1634) was de zevende en jongste zoon van Sigismund III van Polen, en de vijfde van zijn tweede vrouw aartshertogin Constance van Oostenrijk.
Aleksander was bedreven in de schilderkunst en kreeg zanglessen van de jezuïet Szymon Berent, die de prins vergezelde op zijn reis naar Italië (juli 1633 - juli 1634). De prins werd warm onthaald in Rome, waar de kardinaal Antonio Barberini in de naam van de prins een groot paardensport-evenement op de Piazza Navona organiseerde.
De prins werd later dat jaar in Lviv door zijn broer Jan Casimir met de pokken besmet. Aleksander stierf op 4 november 1614 op 20-jarige leeftijd aan de gevolgen van deze virusziekte in een boerderij in Wielkie, ten zuiden van Warschau.
Het graf van Aleksander staat naast dat van zijn halfzus Anna Maria (1593-1600) in de Koninklijke Graven onder de Wawelkathedraal.

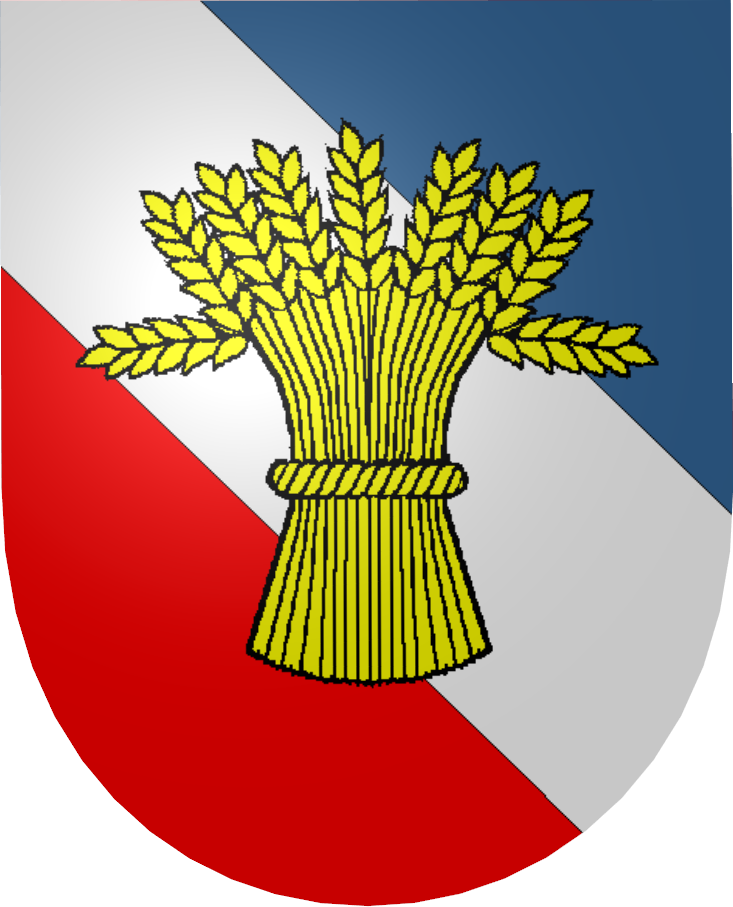
Het wapen van het Huis Wasa met de arenschoof in het midden.

- Virtual International Authority File: 311388056